# Körnen
Das Körnen ist ein Fertigungsverfahren aus der Gruppe des Eindrückens, das zum Druckumformen zählt. Beim Körnen wird ein Werkzeug, das eine kegelförmige harte Spitze hat (Körner), in die Oberfläche des Werkstückes durch einen Schlag mit einem Hammer gedrückt. Dadurch entsteht eine kleine, kegelförmige Vertiefung, die als Markierung dient, um anschließend an der markierten Stelle entweder zu bohren – dabei hilft die Körnung dem Bohrer als Zentrierhilfe – oder als Führungsmittelpunkt beim Anreißen mit einem Reißzirkel. Das Körnen wird vor allem im Metallbau-Handwerk genutzt, teilweise auch in der industriellen Fertigung auf CNC-Maschinen zur Beschriftung oder Markierung von Werkstücken.
Nicht nur Metalle werden gekörnt, sondern ebenfalls andere Materialien, wie z. B. Holz. Bei Holz ist das Körnen schon beim Eindrehen einer Holzschraube zu empfehlen, um einen genauen Sitz der Schraube zu gewährleisten.